# Об'єднана команда
Об'єднана команда — група спортсменів, що разом представляли 12 з 15 колишніх радянських республік на літніх та зимових Олімпійських іграх 1992 року. Естонія, Латвія та Литва змагалися окремо. Об'єднану команду неофіційно називали командою Співдружності Незалежних Держав, хоча Грузія у той час ще не була членом СНД.

## Держави
| Країна         | Абревіатура | Зимові Ігри | Літні Ігри   |
| -------------- | ----------- | ----------- | ------------ |
| Азербайджан    | AZE         |             | Усі 12 країн |
| Білорусь       | BLR         | +           | Усі 12 країн |
| Вірменія       | ARM         | +           | Усі 12 країн |
| Грузія         | GEO         |             | Усі 12 країн |
| / Казахстан    | KAZ         | +           | Усі 12 країн |
| / Киргизстан   | KGZ         |             | Усі 12 країн |
| Молдова        | MDA         |             | Усі 12 країн |
| Росія          | RUS         | +           | Усі 12 країн |
| Таджикистан    | TJK         |             | Усі 12 країн |
| / Туркменістан | TKM         |             | Усі 12 країн |
| Україна        | UKR         | +           | Усі 12 країн |
| Узбекистан     | UZB         | +           | Усі 12 країн |

## Медалі

### Медалі на Літніх іграх 1992 року
| Ігри           | Золото | Срібло | Бронза | Загалом |
| 1992 Барселона | 45     | 38     | 29     | 112     |
| Усього         | 45     | 38     | 29     | 112     |

### Медалі на Зимових іграх
| Ігри            | Золото | Срібло | Бронза | Загалом |
| 1992 Альбервіль | 9      | 6      | 8      | 23      |
| Усього          | 9      | 6      | 8      | 23      |

### Медалі за літніми видами спорту
| Спорт                           | Золото | Срібло | Бронза | Загалом |
| Спортивна гімнастика            | 10     | 5      | 5      | 20      |
| Легка атлетика                  | 7      | 11     | 3      | 21      |
| Плавання                        | 7      | 2      | 1      | 10      |
| Боротьба                        | 6      | 5      | 5      | 16      |
| Важка атлетика                  | 5      | 4      | 0      | 9       |
| Стрільба                        | 5      | 2      | 1      | 8       |
| Дзюдо                           | 2      | 0      | 2      | 4       |
| Фехтування                      | 1      | 2      | 2      | 5       |
| Веслування на байдарках і каное | 1      | 1      | 0      | 2       |
| Гандбол                         | 1      | 0      | 1      | 2       |
| П'ятиборство                    | 1      | 0      | 1      | 2       |
| Академічне веслування           | 1      | 0      | 0      | 1       |
| Баскетбол                       | 1      | 0      | 0      | 1       |
| Стрибки у воду                  | 0      | 2      | 1      | 3       |
| Волейбол                        | 0      | 1      | 0      | 1       |
| Теніс                           | 0      | 0      | 2      | 2       |
| Стрільба з лука                 | 0      | 0      | 2      | 2       |
| Водне поло                      | 0      | 0      | 1      | 1       |

### Медалі за зимовими видами спорту
| Спорт           | Золото | Срібло | Бронза | Загалом |
| Лижні перегони  | 3      | 2      | 4      | 9       |
| Фігурне катання | 3      | 1      | 1      | 5       |
| Біатлон         | 2      | 3      | 1      | 6       |
| Хокей           | 1      | 0      | 0      | 1       |
| Фристайл        | 0      | 1      | 0      | 1       |
| Шорт-трек       | 0      | 0      | 1      | 1       |
| Усього          | 9      | 6      | 8      | 23      |

## Здобутки українських спортсменів
Олімпійськими чемпіонами на барселонській олімпіаді стали:
- Бебешко Сергій — гандбол
- Бризгіна Ольга — легка атлетика (біг ест.4х400м)
- Гаврилов Юрій — гандбол
- Гутцайт Вадим — фехтування (шабля, командні змагання)
- Гуцу Тетяна — спортивна гімнастика (командний залік, абсолютна першість)
- Джигалова Людмила — легка атлетика (біг, естафета 4х400 м)
- Жирко Олена — баскетбол
- Коробчинський Ігор — спортивна гімнастика (командний зілік)
- Кучеренко Олег — греко-римська боротьба (48 кг)
- Лисенко Тетяна — спортивна гімнастика (командний залік)
- Місютін Григорій — спортивна гімнастика (командний залік)
- Погосов Георгій — фехтування (командні змагання)
- Тимошенко Олександра — художня гімнастика
- Ткаченко Марина — баскетбол
- Шаріпов Рустам — спортивна гімнастика (командний залік)

На альбервільській олімпіаді олімпійськими чемпіонами стали:
- Віктор Петренко — фігурне катання
- Олексій Житник — хокей